# NGC 6354
NGC 6354 – asteryzm składający się z czterech gwiazd, znajdujący się w gwiazdozbiorze Skorpiona. Skatalował go Edward Emerson Barnard w roku 1884, sądząc, że to niewielki obiekt typu „mgławicowego”.